# Sam Effah
Sam Effah (né le 29 décembre 1988 à Calgary) est un athlète canadien, spécialiste du 200 m et du relais.
Le 22 août 2009, au départ du relais 4 × 100 m canadien, composé également d'Oluseyi Smith, de Jared Connaughton et de Bryan Barnett, en finale des Championnats du monde à Berlin, son équipe termine 5e dans le temps de 38 s 39, le meilleur résultat du Canada en 2009. 
Son meilleur temps sur 200 m est de 20 s 68 (+1,7), obtenu à Provo le 24 mai 2008.